# Vuelta al Táchira
Vuelta ciclista al Táchira, znany w formie skróconej jako Vuelta al Táchira – wieloetapowy wyścig kolarski rozgrywany corocznie od 1966 w wenezuelskim stanie Táchira.
Pierwsza edycja imprezy odbyła się 1966. Od 1997 Vuelta al Táchira znalazła się w kalendarzu UCI z kategorią 2.5, a w 2005 została włączona do cyklu UCI America Tour z kategorią 2.2.
Początkowy zwycięzca edycji z 2014, Jimmi Briceño, został zdyskwalifikowany za stosowanie niedozwolonych środków dopingujących, a organizatorzy ogłosili zwycięzcą Carlos Gálviza.

## Zwycięzcy
Opracowano na podstawie:
| Rok  | Pierwsze                  | Drugie                   | Trzecie               |
| ---- | ------------------------- | ------------------------ | --------------------- |
| 1966 | Martín Emilio Rodríguez   | Victor Leguizamón        | Gliserio Penagos      |
| 1967 | Gustavo Rincón            | Severo Hernández         | Jairo Cruz            |
| 1968 | Martín Emilio Rodríguez   | Severo Hernández         | Javier Suárez         |
| 1969 | Álvaro Pachón             | Hernando Gómez           | Nicolás Reidtler      |
| 1970 | Álvaro Pachón             | Pablo Enrique Hernández  | Miguel Samacá         |
| 1971 | Martín Emilio Rodríguez   | Nicolás Reidtler         | Luis Gabino Rosales   |
| 1972 | Miguel Samacá             | Rafael Antonio Niño      | Fabio Acevedo         |
| 1973 | Santos Bermúdez           | Nicolás Reidtler         | Cirilo Correa         |
| 1974 | Álvaro Pachón             | Juan de Dios Morales     | Carlos Siachoque      |
| 1975 | Fernando Fontes           | Nicolás Reidtler         | Sergei Morosow        |
| 1976 | Fernando Fontes           | Nicolás Reidtler         | Efraín Pulido         |
| 1977 | José Patrocinio Jiménez   | Nicolás Reidtler         | Luis Enrique Murillo  |
| 1978 | Efraín Rodríguez          | José Patrocinio Jiménez  | Plinio Casas          |
| 1979 | José Duaxt                | Wiktor Okolełow          | Arcadio Méndez        |
| 1980 | Epifanio Arcila           | Manuel Ignacio Gutiérrez | Fabio Navarro         |
| 1981 | Carlos Siachoque          | Aleksandr Gusiatnikow    | Fabio Parra           |
| 1982 | Ramazan Galaletdinow      | Jorge Orozco             | Enrique Campos        |
| 1983 | Mario Medina Varela       | Martín Ramírez           | Aleksandr Krasnow     |
| 1984 | Carlos Alba               | Aleksandr Kulikow        | Leonid Archipow       |
| 1985 | José Lindarte             | Fernando Correa          | Elio Villamizar       |
| 1986 | Eduardo Alonso            | José Lindarte            | Samuel Villamizar     |
| 1987 | Elio Villamizar           | Fernando Correa          | Pedro Mora            |
| 1988 | Wiaczesław Jekimow        | Luis Barroso Gómez       | Mario Medina Varela   |
| 1989 | Luis Felipe Moreno Torres | José Villamizar          | Wiaczesław Jekimow    |
| 1990 | José Vicente Díaz         | Augusto Triana           | Alexis Méndez         |
| 1991 | Ángel Camargo             | Juan Carlos Rosero       | José Jaime González   |
| 1992 | Luis Barroso Gómez        | Josué López              | Santiago Amador       |
| 1993 | Leonardo Sierra           | José Ibáñez              | Omar Pumar            |
| 1994 | Alexis Méndez             | Carlos Maya              | Edinel Figueroa       |
| 1995 | Carlos Maya               | Rónald Bermúdez          | Omar Pumar            |
| 1996 | Raúl Gómez Suárez         | Giovanni Vargas          | Omar Pumar            |
| 1997 | César Salazar             | Argiro Zapata            | Hernán Darío Muñoz    |
| 1998 | Julio Blanco              | Álvaro Lozano            | Robinson Merchán      |
| 1999 | Aldrin Salamanca          | Fredy González           | Vladimir Forero       |
| 2000 | Noel Vásquez              | Carlos Maya              | Omar Pumar            |
| 2001 | Noel Vásquez              | Carlos Maya              | Aldrin Salamanca      |
| 2002 | Freddy Vargas             | Noel Vásquez             | José Rujano           |
| 2003 | Hernán Darío Muñoz        | Carlos Maya              | Yeison Delgado        |
| 2004 | José Rujano               | Fredy González           | Carlos Maya           |
| 2005 | José Rujano               | José Chacón              | Carlos Maya           |
| 2006 | Manuel Medina             | José Serpa               | Hernán Buenahora      |
| 2007 | Hernán Buenahora          | Manuel Medina            | Jackson Rodríguez     |
| 2008 | Manuel Medina             | Yeison Delgado           | José Alirio Contreras |
| 2009 | Rónald González           | Tomás Gil                | Yonathan Monsalve     |
| 2010 | José Rujano               | José Alarcón             | Noel Vásquez          |
| 2011 | Manuel Medina             | Carlos Becerra           | Noel Vásquez          |
| 2012 | Jimmy Briceño             | Rónald González          | Manuel Medina         |
| 2013 | Yeison Delgado            | José Chacón              | Carlos Gálviz         |
| 2014 | Carlos Gálviz             | Juan Murillo             | Jonathan Camargo      |
| 2015 | José Rujano               | Juan Murillo             | Yeison Delgado        |
| 2016 | Joseph Chavarría          | Jorge Abreu              | Yosvangs Rojas        |
| 2017 | Yonathan Salinas          | Jimmy Briceño            | Jhorman Flores        |
| 2018 | Pedro Gutiérrez           | Rónald González          | Rafael Medina         |
| 2019 | Jimmy Briceño             | Luis Mora                | Yonathan Salinas      |
| 2020 | Roniel Campos             | Juan José Ruiz           | Kevin Rivera          |
| 2021 | Roniel Campos             | Óscar Sevilla            | Danny Osorio          |
| 2022 | Roniel Campos             | Eduin Becerra            | Didier Merchán        |
| 2023 | José Alarcón              | Juan José Ruiz           | Juan Diego Alba       |
| 2024 | Jonathan Caicedo          | Juan José Ruiz           | Nelson Camargo        |
| 2025 | Eduin Becerra             | Jorge Abreu              | José Alarcón          |